# Coloana Infinitului
Coloana Infinitului sau Coloana fără sfârșit este o sculptură a artistului român Constantin Brâncuși, parte a trilogiei Ansamblului Monumental din Târgu Jiu, compus din Coloana Infinită, Poarta sărutului și Masa tăcerii concepute și executate de acesta. Inaugurată la  27 octombrie 1938, coloana are o înălțime de 29,35 metri și este compusă din 16 module octaedrice suprapuse, respectiv având la extremitățile inferioară și superioară câte o jumătate de modul. 
Sculptura este o stilizare a coloanelor funerare specifice sudului României. În actele primăriei Târgu Jiu a fost numită „Coloana recunoștinței fără sfârșit” și a fost dedicată soldaților români din Primul Război Mondial căzuți în 1916 în luptele de pe malul Jiului.
Aceste opere simbol semnate de Constantin Brâncuși au fost recunoscute oficial, la nivel mondial, pentru valoarea uriașă culturală. Ansamblul cuprinde sculpturile celebre ale artistului român: „Masa Tăcerii“, „Aleea Scaunelor“, „Poarta Sărutului“ și „Coloana Infinitului”.
Decizia de înscriere a Ansamblului Monumental „Calea Eroilor” și a Frontierelor Imperiului Roman-Dacia în Lista Patrimoniului Mondial UNESCO a fost aprobată de Comitetul Patrimoniului Mondial. Ansamblul cuprinde sculpturile celebre ale artistului român: „Masa tăcerii“, „30 scaune pătrate”, „Poarta sărutului“ și „Coloana Infinitului“.

## Proiecte succesive
Privitor la geneza coloanei între celelalte sculpturi brâncușiene, există  dovezi că proiectul este mult mai vechi. Se pare că încă din 1909 în atelierul lui Brâncuși ar fi existat „trunchiuri și bârne, coloane trunchiate de lemn", iar prima versiune expusă a unei coloane, intitulată „Proiect arhitectural" datează din 1918. Ulterior, în 1933, în expoziția sa personală de la New York, Brâncuși expune proiectul său sub numele devenit celebru, Coloană fără sfârșit. Brâncuși însuși o denumea „un proiect de coloană care, mărită, ar putea sprijini bolta cerească".

## Traducerea proiectului în realitate
Coloana a fost turnată în fontă în septembrie 1937 la Atelierele Centrale din Petroșani (ACP). Șeful proiectului a fost inginerul Ștefan Georgescu-Gorjan, proiectul de execuție și calculele au fost făcute de inginerul Nicolae Hasnas, execuția stâlpului central a fost coordonată de maistrul-șef Ion Romoșan iar execuția modelului în lemn al mărgelelor a fost făcută de maistrul tâmplar Carol Flisec în colaborare directă cu Brâncuși, care sosise de la Paris special pentru a supraveghea turnarea coloanei. 
Elementele componente ale coloanei sunt următoarele:
- Nucleul metalic din țeavă pătrată cu latura de 42 cm, asamblat din trei tronsoane cu lungimea de 8,93 m, 10 m și 9,4 m.
- Fundația din beton, care ajunge la adâncimea de 5 m, cu o formă de trunchi de piramidă, cu baza mare de 4,5 m, orientată în jos. Așa zisa țeavă pătrată care formează nucleul metalic este de fapt un cheson, realizat din patru profiluri de oțel cornier cu aripi egale, poziționate astfel încât să formeze un pătrat. Țeava pătrată astfel formată este căptușită, prin nituire, atât pe interior cât și pe exterior cu tablă groasă de 20 cm. Cele trei tronsoane se asamblează unul în prelungirea celuilalt cu ajutorul unor șuruburi și piulițe. Numărul niturilor folosite la căptușire este de ordinul miilor, aceste nituri fiind montate la un pas de 10 cm fiecare nit față de celălalt nit.
- "Mărgelele" (cum le numea Brâncuși) din fontă, „înșirate" pe nucleu, în număr de 17: 
  - Un semielement de bază, cu înălțimea de 136 cm;
  - 15 module octaedrice, cu înălțimea de 180 cm fiecare;
  - Un semielement la vârf cu înălțimea de 90 cm, acoperit cu un capac.

Alămirea Coloanei s-a făcut la fața locului, aplicând prin pulverizare sârmă de alamă. Aceasta tehnologie a fost utilizată la vremea respectivă pentru prima dată în România și a fost adusă special din Elveția. Greutatea totală a Coloanei (nucleu + „mărgele") este de 29 173 kg. 
Comanditara lucrării a fost Aretia Tătărescu (prin Societatea „Liga Națională a Femeilor Gorjene"), care i-a acordat lui Brâncuși deplină libertate de acțiune și l-a ajutat să obțină sprijinul financiar necesar.
În anii '50, guvernul român, sub influența sovieticilor a plănuit să demoleze coloana, considerând că sculptura lui Brâncuși ar fi un exemplu de sculptură burgheză. Cu toate acestea, planul n-a fost pus niciodată în aplicare.

## Restaurarea Coloanei
Între anii 1998 și 2000, Coloana Infinită a fost restaurată prin intermediul unei colaborări dintre Guvernul României, Fondul Mondial al Monumentelor, Banca Mondială și alte grupuri românești.

## Diverse
La Madrid, sculptorul Santiago Calatrava a ridicat un obelisc, executat din oțel și bronz, cu înălțimea de 120 m, amplasat în Plaza de Castilla, între turnurile „Puerta Europa”. Santiago Calatrava a recunoscut că s-a inspirat din lucrarea „Coloana Infinitului” de la Târgu Jiu a celebrului sculptor român Constantin Brâncuși.

## Galerie de imagini

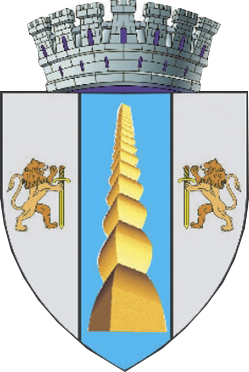
Coloana Infinită pe Stema municipiului Târgu Jiu
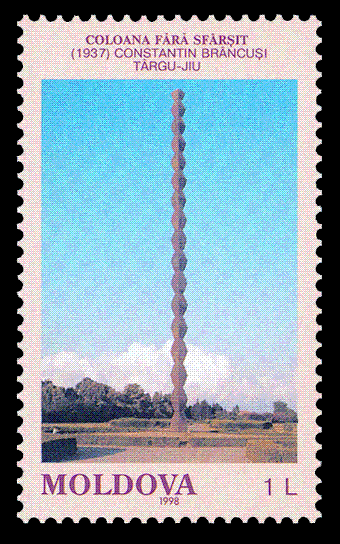
Coloana fără sfârșit pe o marcă poștală din Republica Moldova

## Vezi și
- Lista sculpturilor lui Constantin Brâncuși
- Ansamblul sculptural Constantin Brâncuși de la Târgu-Jiu